# Pour l'Afrique et pour toi, Mali
Pour l´Afrique et pour toi, Mali (Por África y por ti, Malí) es el himno nacional de Malí, escrito por Seydou Bad Kouyate. Se aprobó por la Ley 67-72, de 9 de agosto de 1962.
| À ton appel, Mali, Pour ta prospérité Fidèle à ton destin Nous serons tous unis, Un peuple, un but, une foi. Pour une Afrique unie Si l'ennemi découvre son front Au dedans ou au dehors Debout sur les remparts Nous sommes résolus de mourir. (Coro) Pour l'Afrique et pour toi, Mali, Notre drapeau sera liberté. Pour l'Afrique et pour toi Mali Notre combat sera unité. Ô Mali d'aujourd'hui Ô Mali de demain Les champs fleurissent d'espérance Les cœurs vibrent de confiance Debout villes et campagnes Debout femmes, jeunes et vieux Pour la patrie en marche Vers l'avenir radieux Pour notre dignité Renforçons bien nos rangs Pour le salut public Forgeons le bien commun Ensemble au coude à coude Faisons le sentier du bonheur. (Coro) La voie est dure très dure Qui mène au bonheur commun Courage et devouement Vigilence à tout moment Vérité des temps anciens Vérité de tous les jours Le bonheur par le labeur Fera le Mali de demain. (Coro) L'Afrique se lève enfin Saluons ce jour nouveau Saluons la liberté Marchons vers l'unité Dignité retrouvé Soutient notre combat Fidèle à notre serment De faire l'Afrique unie Ensemble debout mes frères Tous au rendez-vous de l'honneur. |  | A tu llamada, Malí, Para tu prosperidad Fieles a tu destino Estaremos todos unidos, Un pueblo, una meta, una fe. Por una África unida Si el enemigo descubre su frente En el interior o fuera Permaneceremos en las murallas Dispuestos a morir. (Coro) Por África y por ti, Malí, Nuestra bandera es la libertad. Por África y por ti, Malí, Nuestra lucha es la unidad. Oh Mali de hoy Oh Malí de mañana Los campos florecen de esperanza Los corazones vibran de confianza. Permanezcan las ciudades y el campo Permanezcan mujeres, jóvenes y viejos Por la patria en marcha Hacia el futuro radiante Por nuestra dignidad Fortalezcamos nuestras filas Por la salud pública Hagamos el bien común Juntos codo con codo Hagamos el camino de la felicidad (Coro) Es duro, muy duro, el camino Que lleva a la felicidad común Coraje y dedicación Atención cualquier momento Verdad de tiempos antiguos Verdad del presente Felicidad por el trabajo duro ¿Estás dispuesta Malí del mañana? (Coro) África finalmente se levantó Saludamos este nuevo día Homenajeamos la libertad Caminamos a la unidad La dignidad restaurada Apoyamos nuestra lucha Fieles a nuestro juramento De construir una África unida Junto a mis hermanos de pie Todos los nombres del honor. |
| |  | |

- Datos: Q243996
- Multimedia: National anthem of Mali / Q243996